# Salim Sdiri
Salim Sdiri (Ajaccio, 26 de octubre de 1978) es un atleta francés especializado en la prueba de salto de longitud, en la que consiguió ser medallista de bronce europeo en pista cubierta en 2007.

## Carrera deportiva
En el Campeonato Europeo de Atletismo en Pista Cubierta de 2007 ganó la medalla de bronce en el salto de longitud, con un salto de 8.00 metros, tras el italiano Andrew Howe (oro con 8.30 metros que fue récord nacional italiano) y el griego Loúis Tsátoumas (plata con 8.02 metros).